# Грабовський Богдан Олексійович
Богдан Олексійович Грабовський (нар. 7 січня 1945, селище Перший квартал Приозерського району Архангельської області, нині РФ) — український журналіст, публіцист. Член НСЖУ (1974). Заслужений журналіст України (2002).

## Життєпис
Працював у редакції газети «За радянську науку» (багатотиражне видання Львівського університету), «Ленінська молодь» (місто Львів, обласна молодіжна), «Вільне життя» (1969—1983).
Згодом працював у Тернопільській обласній державній телерадіокомпанії: редактор радіо, головний редактор телебачення, від 2000 донині — директор радіо.

## Доробок
- «Відземки» — книжка публіцистики, (2002),
- «Небезпечно вірити і не вірити» — повісті (2002),
- «Оцвітина» (2004).